# Toyonaka
Toyonaka (Japans: 豊中市, Toyonaka-shi) is een stad in de prefectuur  Osaka, Japan. In 2013 telde de stad 394.343 inwoners. Toyonaka maakt deel uit van de metropool Groot-Osaka. 

## Geschiedenis
De stad werd op 15 oktober 1936 gesticht. Op 1 april 2012 verkreeg Toyonaka het statuut van kernstad.

## Partnersteden
- San Mateo, Verenigde Staten sinds 1963

## Geboren
- Osamu Tezuka (1928-1989), mangaka en animator
- Ritsuko Kawai (1964), mangaka

Steden:
Daito · Fujiidera · Habikino · Hannan · Higashiosaka · Hirakata · Ibaraki · Ikeda · Izumi · Izumiotsu · Izumisano · Kadoma · Kaizuka · Kashiwara · Katano · Kawachinagano · Kishiwada · Matsubara · Minoh · Moriguchi · Neyagawa · Osaka (hoofdstad) · Osakasayama · Sakai · Sennan · Settsu · Shijonawate · Suita · Takaishi · Takatsuki · Tondabayashi · Toyonaka · Yao

Districten:
Minamikawachi · Mishima · Senboku · Sennan · Toyono
Gemeenten per district
Akita · Amagasaki · Aomori · Asahikawa · Fukuyama · Funabashi · Gifu · Hakodate · Higashiosaka · Himeji · Iwaki · Kagoshima · Kanazawa · Kashiwa · Kawagoe · Kōchi · Koriyama · Kurashiki · Kurume · Maebashi · Matsuyama · Miyazaki · Morioka · Nagano · Nagasaki · Nara · Nishinomiya · Ōita · Okazaki · Otsu · Sagamihara · Shimonoseki · Takamatsu · Takasaki · Takatsuki · Toyama · Toyohashi · Toyonaka · Toyota · Utsunomiya · Wakayama · Yokosuka